# آشیانه مهر
آشیانه مهر فیلمی به کارگردانی جلال مقدم و نویسندگی منوچهر افتخاری و ولی اله محمدی محصول سال ۱۳۶۳ است.

## خلاصه داستان
داستان فیلم بر محور دو خانواده است. خانواده نخست بر اثر تصادف دخترشان زهره را از دست داده‌اند و خانواده دوم که بر اثر بمباران دشمن، بجز یک نوجوان جاسم، همگی شهید شده‌اند. پدر او هاشم بندری در مأموریت بوده، با وجود تأثر شدیدی که از این واقعه دارد، به جهت اعزام به مأموریت‌های مختلف، همچنان قادر نیست تا تنها بازمانده خانواده را نگهداری کند. پدر خانواده اول در نظر دارد جاسم را به جمع خانواده خویش وارد کند اما مادر زهره که به شدت متألم از فقدان دخترش است در خصوص پذیرش جاسم تردید دارد. وی پس از ماجراهایی با یاری همسرش و دکتر روان‌شناس، خاطرات تلخ گذشته را به فراموشی سپرده و سرانجام جاسم را به عنوان فرزند خود می‌پذیرد.

## بازیگران
- جهانگیر الماسی
- پروانه معصومی
- هادی اسلامی
- پروین سلیمانی
- نسرین بوساک
- خسرو امیرصادقی
- پرویز شکری
- خسرو قنبری
- کاظم وفادارشوشتری
- احمد عبداللهی
- مصطفی رستمی
- قاسم عسگری
- گیتی شاه کوهی
- مهرداد وفادار شوشتری